# 宽叶短梗南蛇藤
宽叶短梗南蛇藤（学名：Celastrus rosthornianus var. loeseneri）为卫矛科南蛇藤属下的一个变种。

## 扩展阅读
- 維基物種上的相關：宽叶短梗南蛇藤